# Vanessa Marshall
Vanessa Marshall est une actrice américaine née le 19 octobre 1969 à Santa Monica en Californie.

## Filmographie

### Cinéma
- 1998 : Tango Flush : Lipstick
- 2000 : Supernova : Sweetie
- 2000 : Jack Frost 2: Revenge of the Mutant Killer Snowman : la fille ensanglantée
- 2005 : The Golden Blaze : plusieurs personnages
- 2006 : Docteur Dolittle 3 : White Hen et Tan Hen
- 2008 : La Ligue des justiciers : Nouvelle Frontière : une amazone
- 2008 : Metal Gear Solid: Digital Graphic Novel : Olga Gurlukovich
- 2009 : Super Garfield : Vetvix
- 2010 : Dante's Inferno: An Animated Epic : la pécheresse
- 2010 : La Ligue des justiciers : Conflit sur les deux Terres : Wonder Woman
- 2011 : Snowflake, le gorille blanc : la journaliste
- 2012 : Strange Frame : Chandra Childs
- 2013 : La Ligue des justiciers : Le Paradoxe Flashpoint : Wonder Woman
- 2016 : Batman : Mauvais Sang : Renee Montoya
- 2016 : Lego DC Comics Super Heroes: Justice League : S'évader de Gotham City : L'Empoisonneuse
- 2018 : Lego DC Comics Super Heros: The Flash : L'Empoisonneuse
- 2018 : Teen Titans Go ! Le film : Vault Voice
- 2018 : Lego DC Comics Super Heroes: Aquaman - Rage of Atlantis : Poison Ivy

### Télévision
- 1994 : New York, police judiciaire : Veronica (1 épisode)
- 1999 : The Brothers Flub : voix additionnelles (16 épisodes)
- 2001 : Scrubs : Becky (1 épisode)
- 2001 : Johnny Bravo : Trucker (1 épisode)
- 2001-2007 : Billy et Mandy, aventuriers de l'au-delà : Irwin et autres personnages (57 épisodes)
- 2002 : Le Projet Zeta : l'opératrice virtuelle (1 épisode)
- 2002 : La Ligue des justiciers : plusieurs personnages (2 épisodes)
- 2003-2005 : Duck Dodgers : plusieurs personnages (3 épisodes)
- 2004 : Les Supers Nanas : Gal et Teller (1 épisode)
- 2005 : Quoi d'neuf Scooby-Doo ? : Danica LeBlake (1 épisode)
- 2005 : W.I.T.C.H. : Eleanor Brown (2 épisodes)
- 2006 : Ben 10 : plusieurs personnages (3 épisodes)
- 2007 : Amour, Gloire et Beauté : la dispatcheuse (1 épisode)
- 2008 : Wolverine et les X-Men : Vertigo (1 épisode)
- 2008-2009 : Spectacular Spider-Man : Mary-Jane Watson (18 épisodes)
- 2010 : Black Panther : la cannibale, Dora Milaje et Madame (5 épisodes)
- 2010 : Batman : L'Alliance des héros : Katrina Moldoff et Poison Ivy (2 épisodes)
- 2010-2012 : Avengers : L'Équipe des super-héros : Veuve noire et Ophelia Sarkissian (9 épisodes)
- 2010-2013 : Ça bulle ! : une souris et Shiloh (14 épisodes)
- 2010-2011 : Sym-Bionic Titan : Tiffany et Kristin (4 épisodes)
- 2011 : La Ligue des justiciers : Nouvelle Génération : Black Canary/Dinah Lance, Red Inferno, Noor Harjavti, Docteur Amanda Spence, Ida Berkowitz, Ilona DeLamb-Markov, Ursa-Zod et Soranik Natu
- 2012 : Green Lantern : Galia (2 épisodes)
- 2013 : Ben 10: Omniverse : Drew Saturday (1 épisode)
- 2014 : Breadwinners : Intercom Lady (1 épisode)
- 2014 : Hot in Cleveland : Boy Scout (1 épisode)
- 2014-2015 : Rebels Recon : Hera Syndulla (5 épisodes)
- 2014-2018 : Star Wars Rebels : Hera Syndulla (67 épisodes)
- 2014-2018 : Avengers Rassemblement : Meagan McLaren, Medusa et Hela (5 épisodes)
- 2015-2017 : Regular Show : Toothpick Sally et autres personnages (12 épisodes)
- 2015-2017 : Cochon Chèvre Banane Criquet : Mary Louise Pizzagut, Moms Raisin et autres personnages (11 épisodes)
- 2015-2019 : Les Gardiens de la Galaxie : Gamora, voix automatique, Meredith et autres personnages (77 épisodes)
- 2016 : Archer (1 épisode)
- 2016 : Ben 10 : Queen B (1 épisode)
- 2016-2017 : Oncle Grandpa : voix additionnelles (3 épisodes)
- 2017 : Bienvenue chez les Loud : Tina et la serveuse (1 épisode)
- 2017 : Trop cool, Scooby-Doo ! : Maman, Mme Blackwhite et Tiny Tim (2 épisodes)
- 2017 : Star Wars : Les Aventures des Freemaker : Hera Syndulla et Dial Tone (4 épisodes)
- 2017-2018 : Star Wars : Forces du destin : Hera Syndulla (7 épisodes)
- 2017 : Jane the Virgin : la narratrice amoureuse (1 épisode)
- 2017-2018 : Les Super Nanas : voix additionnelles (3 épisodes)
- 2018 : Le Destin des Tortues Ninja : voix additionnelles (3 épisodes)
- 2019 : Les Wonder Choux : Mother Bird (1 épisode)
- 2019 : Final Space : Invictus et Helper Hula (3 épisodes)
- dès 2019 : Harley Quinn : la princesse Diana / Wonder Woman (voix)
- dès 2020 :Star Trek: Lower Decks: Otessa Warren, D'Bora, voix additionelles (4 épisodes)
- 2021 : Star Wars: The Bad Batch : Hera Syndulla

### Jeu vidéo
- 1998 : Dune 2000 : la narratrice
- 2001 : Command and Conquer : Alerte rouge 2 - La Revanche de Yuri
- 2001 : Metal Gear Solid 2: Sons of Liberty : Olga Gurlukovich
- 2002 : Star Wars Jedi Knight II: Jedi Outcast : Jan Ors
- 2002 : Bloody Roar: Primal Fury : Shina et Uranus
- 2002 : Lilo et Stitch : Nani
- 2002 : Earth and Beyond : une contrôleuse
- 2002 : Red Faction II : une femme
- 2002 : 007: Nightfire : l'ordinateur de la voiture
- 2002 : Empereur : La Bataille pour Dune : Filmbook
- 2003 : Dino Crisis 3 : Sonya
- 2003 : Lionheart
- 2003 : Lionheart: Legacy of the Crusader
- 2003 : Freedom Fighters : Isabella
- 2003 : True Crime: Streets of LA : voix additionnelles
- 2003 : 007 : Quitte ou double : l'ordinateur
- 2004 : Fallout: Brotherhood of Steel : la prostituée et Rader Matron
- 2004 : Champions of Norrath
- 2004 : Onimusha 3: Demon Siege : Vega Donna
- 2004 : Painkiller : Catherine et Eve
- 2004 : Shrek 2 : la sorcière, Cendrillon et Grand-mère
- 2004 : Forgotten Realms: Demon Stone : Zhai et autres personnages
- 2004 : Gang de requins : un poisson
- 2004 : EverQuest II : Zombie, Irigold et Dovin
- 2004 : Metroid Prime 2: Echoes : Samus Aran
- 2004 : Viewtiful Joe 2 : Rachel
- 2004 : Star Wars: Knights of the Old Republic II - The Sith Lords : Maître Lonna Vash, Terlyn et une citoyenne Iziz
- 2005 : Shadow of Rome : Ancanas
- 2005 : Champions: Return to Arms
- 2005 : Constantine
- 2005 : NARC : Daniels, Enforcer et Hooker
- 2005 : Guild Wars : voix additionnelles
- 2005 : Advent Rising : Olivia Morgan
- 2005 : The Incredible Hulk: Ultimate Destruction : Mercy
- 2005 : Ultimate Spider-Man : un piéton
- 2005 : Crash Tag Team Racing : une femme
- 2005 : Gun : la femme du fermier
- 2005 : True Crime: New York City : Candi et une secrétaire
- 2005 : Need for Speed: Most Wanted : le cinquième second officier
- 2005 : Kingdom Hearts 2 : Nala
- 2006 : Guild Wars Factions
- 2006 : Dead Rising : voix additionnelles
- 2006 : Saints Row : une résident de Stilwater
- 2006 : The Legend of Spyro: A New Beginning : la mère de Sparx
- 2006 : Héros de la Ligue des justiciers : la chasseuse
- 2006 : Agatha Christie : Le Crime de l'Orient Express : Antoinette Marceau
- 2006 : Metal Gear Solid: Portable Ops : Eva
- 2007 : Spider-Man 3 : Détective DeWolfe
- 2007 : Pirates des Caraïbes : Jusqu'au bout du monde : Wenches et Townsfolk
- 2007 : Conan : voix additionnelles
- 2007 : Mass Effect : Saphyria et une femme d'affaires
- 2007 : Universe at War: Earth Assault : Masari Figment et autres personnages
- 2007 : No More Heroes : Naomi
- 2008 : Too Human : une citoyenne
- 2008 : Lego Batman, le jeu vidéo : Poison Ivy et Catwoman
- 2008 : Rise of the Argonauts
- 2009 : Prototype : Karen Parker
- 2009 : Bionic Commando : Emily Spencer et la voix de l'ordinateur
- 2009 : Red Faction: Guerrilla
- 2009 : Ratchet and Clank: A Crack in Time : la voix de l'ordinateur de Dr Nefarious et Pepper Fairbanks
- 2010 : Mass Effect 2 : Erba, Nef et autres personnages
- 2010 : Metal Gear Solid: Peace Walker : Strangelove
- 2011 : Rage
- 2011 : Ratchet and Clank: All 4 One : Pepper Fairbanks
- 2011 : Final Fantasy XIII-2 : voix additionnelles
- 2011 : Star Wars: The Old Republic : Maître Bela Kiwiiks, Alauni et Chaney Barrow
- 2012 : Mass Effect 3 : Officière Jordan Noles, Capitaine Lee Riley et Ereba
- 2012 : Diablo III : voix additionnelles
- 2012 : Lollipop Chainsaw : Maman
- 2012 : Guild Wars 2 : voix additionnelles
- 2012 : World of Warcraft: Mists of Pandaria
- 2012 : Doom 3 : l'ordinateur et Bernice F. Tooley
- 2013 : Young Justice: Legacy : Dinah Lance, Black Canary et Crystal Frost
- 2013 : Lightning Returns: Final Fantasy XIII : Bandit, Cardesia et Clerc
- 2014 : Hearthstone
- 2014 : Diablo III: Reaper of Souls : voix additionnelles
- 2015 : Infinite Crisis : Wonder Woman
- 2015 : Heroes of the Storm : Kerrigan
- 2015 : Metal Gear Solid V: The Phantom Pain : Strangelove
- 2016 : Hitman
- 2016 : World of Warcraft: Legion
- 2017 : Injustice 2 : Black Canary
- 2017 : Marvel vs. Capcom: Infinite : Gamora
- 2018 : World of Warcraft: Battle for Azeroth : Lady Sena
- 2018 : Lego DC Super-Villains : Black Canary et Batwoman
- 2019 : Mortal Kombat 11 : Sheeva